# Мед
 Тази статия е за химичния елемент мед.  За пчелния мед вижте Пчелен мед.
Медта е химичен елемент с атомен номер 29 и символ Cu (от латински: cuprum). Представлява мек и ковък метал с изключително добра топлопроводимост и електропроводимост. В неокислено състояние има червеникаво-оранжев цвят, а изложена на влиянието на въздуха се покрива с плътен слой зеленикава патина.
Един от най-широко използваните метали, медта намира широко приложение като проводник на топлина и електричество, като строителен материал и като съставна част на различни сплави. Медта и нейните сплави са известни на хората от хилядолетия. През Римската епоха основен източник на мед в Средиземноморието е остров Кипър, откъдето идва и латинското име на метала. Съединенията на медта, най-вече нейните соли, които придават син или зелен цвят на минерали като тюркоаза, в миналото са използвани широко като оцветители.
Медните йони са разтворими във вода и в ниски концентрации се използват като бактериостатично вещество, фунгицид и импрегнант за дървесина. В същото време те са важно вторично хранително вещество за всички висши растения и животните, при които медта се използва в черния дроб, мускулите и костите. В по-голямо количество медните йони са отровни и за висшите организми.

## История

### Откриване
Медта е първият метал, който е бил известен след палеолитния и неолитния период. В началото на следващия исторически период, наричан каменно-медна епоха, са се използвали мед и камък за направата на изделия. В началото медта е била използвана за малки украшения. Първите сведения за използването на медта са от Източен Анадол от 6500 г. пр.н.е. и скоро тя се разпространява на други места. Около средата на 4000 г. пр.н.е. се развива бързо металургията на отлети медни инструменти и оръжия, което е фактор за заселването на Месопотамия. Около 3000 г. пр.н.е. използването на медта е добре известно в Средния изток и се разширява на запад към Средиземноморието и неолитните европейски култури. Европейските занаятчии откриват, че медните сплави с калай и цинк са здрави, твърди и се обработват лесно. Поради това намалява използването на чиста мед.

### Наименование
Древните римляни използвали медта на остров Кипър. Тя е била известна като „Aes Cyprum“ (метал на Кипър), или просто „cypruim“, а по-късно – „cuprum“
На български медта е известна и под остарялото наименование „бакър“.

## Наличност в природата
Наличната в природата мед е резултат от процесите на ядрен синтез, протичащи в масивните звезди. На Земята медта е сред относително рядко срещаните метали, като средната концентрация на мед в земната кора е 50 към 1 милион.
Разпространението на медта в земната кора е 0,05% по маса, с което се нарежда около 27-о място по разпространеност. В чист вид се среща рядко.
В природата медта се среща като съставна част на различни минерали или в редки случаи като самородна мед. Самородната мед е поликристална, като най-големият регистриран единичен кристал има размери 4,4×3,2×3,2 cm. Най-голямата компактна маса чиста мед е с маса 420 тона и е открита през 1857 година в американския щат Мичиган.
Най-често медта се среща във вид на различни минерали, като участва в над 250 от тях. Халкопиритът (CuFeS2), халкоцитът (Cu2S), тетраедритът (Cu12Sb4S13) и енаргитът (Cu3AsS4) са медни сулфиди, азуритът (Cu3(CO3)2(OH)2) и малахитът (Cu2CO3(OH)2) са медни карбонати, а купритът (Cu2O) е меден оксид. Хрикалозата (Cu2H2SiO5(OH)4•2H2O) е хидроксид. Някои медни минерали се смятат за скъпоценни.

## Физични свойства
Медта, среброто и златото са част от група 11 на периодичната система и споделят някои общи свойства: те имат по един s-електрон над изцяло запълнен d-електронен подслой и се характеризират с висока пластичност и електропроводимост. Запълнените d-подслоеве на тези елементи не допринасят много за междуатомните взаимодействия, които се определят от s-електроните, образуващи метални връзки. За разлика от металите с непълни d-подслоеве, металните връзки при медта нямат ковалентен характер и са относително слаби. Това обяснява ниската твърдост и високата пластичност на единичните медни кристали. В макроскопичен мащаб предизвикването на дефекти в кристалната решетка ограничава пълзенето на материала при подлагане на механични напрежения и по този начин увеличава неговата твърдост. По тази причина медта обикновено се използва в дребнозърнеста поликристална форма, която има по-голяма якост от монокристалните форми. Обикновената мед кристализира в кубична стеноцентрирана решетка с плътност 8,933 g/cm3 при 20 °C.
Ниската твърдост на медта частично обяснява нейната висока електропроводимост (59,6×106 S/m) и топлопроводимост, втори по големина сред чистите метали при стайна температура след среброто. Съпротивлението на пренос на електрони в металите при стайна температура се дължи главно на разсейването на електроните при температурните вибрации на кристалната решетка, които са относително слаби при меки метали. Максималната допустима плътност на електрическия ток при непокрита мед е около 3,1×106 A/m2 – над това ниво материалът започва силно да се нагрява. Както и при останалите метали, поставянето на медта в контакт с друг метал предизвиква галванична корозия.
Заедно със синкавия осмий и жълтото злато, медта е един от трите чисти метала, чийто естествен цвят не е сив или сребрист. Чистата мед е оранжево-червена с метален блясък и се покрива с червеникав слой при излагане на въздух. Характерният цвят на медта се дължи на електронните преходи между запълнения 3d и полупразния 4s електронен подслой – разликата в енергиите между тези подслоеве съответства на оранжевата светлина. Същият механизъм е причината и за жълтия цвят на златото.
Температурата на топене на медта е приета за фиксирана точка по ITS-90 при калибровка на термометри.

### Изотопи
Медта има 29 изотопа, от които само два стабилни – 63Cu и 65Cu. Тези два изотопа имат спин 3/2, като на 63Cu се падат около 69 % от срещащата се в природата мед.
Останалите изотопи на медта са радиоактивни, като най-стабилен сред тях е 67Cu с период на полуразпад 61,83 часа. Установени са седем метастабилни изотопа, сред които 68mCu е най-траен с период на полуразпад 3,8 минути. Изотопите с масово число над 64 се разпадат чрез β- разпад, а тези с масово число под 64 – чрез β+ разпад. 64Cu, който има период на полуразпад 12,7 часа, се разпада и по двата начина. Останалите изтопи имат период на полуразпад минути, секунди или части от секундата.
Сред радиоактивните изотопи на медта по-съществено приложение имат 62Cu и 64Cu. 64Cu служи за рентгеноконтрастен препарат в ренгтенографията, а в съчетание с хелати се използва за радиотерапия на рак. 62Cu се използва в позитронната томография.

## Химични свойства
Медта е химичен елемент, член на 11-а група под номер 29. Има атомно тегло 63,546 и електронна структура 1s22s22p63s23p63d104s1. В сравнение с никела, се прибавят два електрона в 3d-подобвивката и се отнема един от 4s-подобвивката.
Химическата активност на медта не е голяма и тя се определя като полублагороден метал.
Медта образува голямо разнообразие от химични съединения със степени на окисление +1 и +2 (по-стабилна), които се наричат съответно купросъединения и куприсъединения. При специални условия са възможни +3 и +4 степен на окисление. Тя не реагира с водата, но в контакт с атмосферния кислород протича бавна реакция, която покрива медта със слой от кафяво-черен меден оксид. За разлика от окисляването на желязото, оксидният слой при медта е плътен и не позволява развитие на корозията в дълбочина. Зелената патина, която може да се види по стари сгради и съоръжения, като Статуята на свободата, най-големият меден паметник в света, представлява меден карбонат, образуван от реакция на медта с атмосферния въглероден диоксид.
Сероводородът и сулфидните йони също могат да реагират с медта, образувайки различни медни сулфиди по нейната повърхност. Тези реакции, наблюдавани при повишено съдържание на сяра във въздуха, могат да предизвикат сериозна корозия на медта. Кислородсъдържащите амонячни разтвори образуват с медта водоразтворими вещества, кислородът и солната киселина – медни хлориди, а диводородният пероксид – медни соли.
Във въздух и при стайна температура медта почти не се окислява. Забележимо взаимодействие с кислорода от въздуха започва около 200 °C по схемата: Cu → Cu2O → CuO, като до 377 °C се образува Cu2O, а над тази температура – CuO. На влажен въздух, в присъствието на CO2, се образува зелен слой (Cu(OH)2•CuCO3), а в присъствието на SO3 – CuSO4•3Cu(OH)2. В среда на сероводород се образува черен слой от меден сулфид. Медта реагира с H2, N2, C и Si. При обдухване на медта с амоняк се образува меден нитрид (Cu3N). Активно реагира с халогените, образувайки съответните соли. Реагира само с киселини със силно окислително действие. Със солна, разредена сярна и оцетна киселина реагира в присъствието на окислители до съответните Cu2+ соли. В азотна киселина образува нитрида Cu(NO3)2 и оксиди на азота, а в гореща концентрирана сярна киселина се образуват CuSO4 и SO2.

## Съединения
Известни са два вида медни съединения – купросъединения (Cu1+) и куприсъединения (Cu2+).
Всички съединения на медта са отровни. Попаднали в организма, предизвикват повръщане.

### Купросъединения
Те са неустойчиви, особено в присъствието на влага. Лесно се окисляват до куприсъединения, поради което действат като редуктори. Малко разтворимите във вода купросъединения се разтварят в цианиди, амоняк и др., образувайки комплекси.
Силно разтворимите соли на Cu(I) са нестабилни, защото при достигане на големи концентрации Cu+ търпи диспропорциониране:
{\displaystyle {\ce {2Cu^+ <-> Cu^2+ + Cu}}}

#### Димеден оксид – Cu2O
Той е червено, пожълтяващо и стареещо при стриване, неразтворимо във вода вещество. Топи се при 1230 °C. Има обемноцентрична кубична кристална решетка, изградена т кислородни атоми, всеки от които е обграден с 4 тетраедрично разположени медни атоми. В природата се среща като червена медна руда – куприт. Cu2O се получава при загряване на меден оксид до 800 °C. Димедният оксид се използва като пигмент в бои за боядисване на кораби. Той е отровен и не позволява на морските животни да се полепват по дъната им. Cu2O е най-трайното и приложимо съединение на едновалентната мед. Получава се от елементарна мед или при редукция на комплексни куприсъединения, например фелингов развтор. Друг възможен метод е редуциране на разтвори на куприсъединения. Използва се за оцветяване на стъкло и емайл в червен цвят.

#### Меден хидроксид – CuOH
При електролиза на натриев хлорид с медни електроди в разтвора се получава CuOH. Представлява разтворима в киселини бяла утайка.

#### Купрохалогениди
Медните(I) халогениди са бели малко разтворими утайки, като най-стабилен е CuI. Те се разтварят в амоняк, както и в разтвори с излишък на халогенидни йони, като водят до образуването на комплекси – [Cu(NH3)2], [CuCl2]-, [CuCl3]2-, [CuCl4]3-.
Меден хлорид може да се получи от термична редукция на меден дихлорид с медни стружки в разтвор на солна киселина:
{\displaystyle {\ce {CuCl2 + Cu ->[{T}][{\ce {HCl_{(aq)}}}] 2CuCl}}}
Представлява бял прах, неразтворим във вода. В разтвор на концентрирана солна киселина CuCl адсорбира CO. При контакт с въздуха се окислява до зелен меден дихлорид. С амоняк образува комплексно съединение, което се използва в газовия анализ за адсобрция на въглероден оксид:
{\displaystyle {\ce {CuCl2 + 2 NH3 -> [Cu(NH3)2]Cl}}}.

#### Други купросъединения
Други малко разтворими купросъединения са Cu2S – черен, Cu2Se, Cu2Te и белият CuCN, който може да се получи от разтвори на Cu2+ с алкален цианид. В излишък от цианида CuCN се разтваря и образува комплекси – [Cu(CN)2]- [Cu(CN)3]2- [Cu(CN)4]3-.

### Куприсъединения
Те са трайни на въздух и трудно се редуцират до купросъединения. Всички са синьо оцветени заради купритетрахидратния катион [Cu(H2O)4]2+.

#### Меден оксид – CuO
Той е черно кристално вещество, практически неразтворимо във вода. Получава се при окисление на елементарна мед или при обезводняване на Cu(OH)2, меден карбонат, нитрат или други кислородсъдържащи соли. Представлява черен прах. От въглерода и водорода, медният оксид се редуцира до мед:
{\textstyle {\ce {CuO + H2 -> Cu + H2O}}}
{\textstyle {\ce {4CuO + 3C -> 4Cu + 2CO + CO2}}}
Медният оксид взаимодейства с киселини до съответните соли. Той има основен характер:
{\displaystyle {\ce {CuO + H2SO4 -> CuSO4 + H2O}}}
Употребява се при производството на цветни стъкла.
При загряване над 800 °C се разлага, при което се получава червеният димеден оксид – Cu2O:
{\displaystyle {\ce {4CuO->[{\text{800 °С}}][{\ce {-O2}}]2Cu2O}}}
Разтворимостта на CuO в амоняк се дължи на образуването на комплекс – реактив на Швайцер:
{\displaystyle {\ce {CuO + 4NH3 + H2O -> [Cu(NH3)4](OH)2}}}
Медният оксид е и един от ранните полупроводници, използван в детекторни приемници като диод.

#### Меден дихидроксид – Cu(OH)2
Получава се при реакцията на меден сулфат с натриева основа:
{\displaystyle {\ce {CuSO4 + 2NaOH -> Cu(OH)2 v + Na2SO4}}}
Той е бледосиня пихтиеста утайка, която се разтваря в киселини:
{\displaystyle {\ce {Cu(OH)2 + H2SO4 -> CuSO4 + 2H2O}}}
Медният дихидроксид взаимодейства и с концентрирани алкални основи (образувайки хидроксидкупрати), но по-трудно, отколкото с киселините:
{\displaystyle {\ce {Cu(OH)2 + 2KOH -> K2[Cu(OH)4]}}}
Получените комплекси са стабилни само в концентрирани алкални разтвори, поради слабо изразените киселинни свойства на Cu(OH)2.
Следователно медният дихидроксид притежава амфотерен характер с по-силно изразени основни свойства.
Медният дихидроксид е нетрайно съединение. При загряване той се разлага, като образува черен меден оксид:
{\displaystyle {\ce {Cu(OH)2 ->[{T}] CuO + H2O}}}
Медният дихидроксид се разтваря в амоняк, при което се получава разтвор с яркосин цвят – Швайцеров реактив, [Cu(NH3)4](OH)2. Използва се за доказване на някои органични вещества и при преработка на целулоза.

#### Купрати
Купрати със сътав M2CuO2 се получава при стапяне на оксиди или соли на алкални метали с CuO:
{\displaystyle {\ce {K2CO3 + CuO -> K2CuO2 + CO2 ^}}}.

#### Куприхалогениди
Безводните Cu(II) халогениди се получават при директна синтеза, при висока температура. Познати са CuF2, CuCl2 и CuBr2. Връзката в CuF2 е йонна, а при CuCl2 и CuBr2 се засилва ковалентният характер, което води до силно потъмняване на цвета и понижаване на температурата на топене. Тези дихалогениди са разтворими във вода и получени по мокър път, кристализират като дихидрати. Разтварят се много добре и в органични разтворители. Водните им разтвори поглъщат NO и от сини стават черно-зелени. При загряване получените нитрозосъединения се разлагат.
Куприхалогенидите дават комплекси с различна структура: Cs2[CuCl4] съдържа сплеснати тетраедирчни йони, а в [Cr(NH3)6][CuCl5] анионите представляват тригонална бипирамида.
Медният дихлорид (CuCl2•2H2O) се получава от взаимодействието на меден оксид със солна киселина. Хидролизира, като водният му разтвор има кисел характер:
{\displaystyle {\ce {CuO + 2HCl -> CuCl2 + H2O}}}

#### Меден сулфат – CuSO4
В практиката, медният сулфат се използва, след хидратация, под формата на пентахидрат (CuSO4·5H2O) и се нарича син камък.
Медният сулфат е твърдо кристално вещество със син цвят, който се дължи на хидратираните медни йони. Много добре се разтваря във вода. В резултат на хидролизата, водният разтвор на CuSO4 има киселинен характер (сол на слаба основа и силна киселина). Взаимодейства с основи, при което се получава меден дихидроксид:
{\displaystyle {\ce {CuSO4 + 2NaOH -> Cu(OH)2 v + Na2SO4}}}
{\displaystyle {\ce {Cu^{2+}_{(aq)}{}+ SO4^{2-}_{(aq)}{}+ 2Na^{+}_{(aq)}{}+ 2OH^{-}_{(aq)}-> Cu(OH)2_{(s)}{}+ 2Na^{+}_{(aq)}{}+ SO4^{2-}_{(aq)}}}}
Реакцията се използва за откриване на медни(II) йони.
Синият камък се употребява в селското стопанство. Под формата на бордолезов разтвор (1% разтвор на CuSO4, смесен с варно мляко до неутрална реакция), се използва срещу маните и другите плесенни и гъбични заболявания по лозите и зеленчуците.
Значението на медния сулфат за националното стопанство налага той да бъде получаван в промишлени количества. Това става, като на медни отпадъци се действа със сярна киселина при вдухване на нагрят, с водна пара, въздух.
Безводният меден сулфат е бяло кристално вещество и се употребява за откриване на вода в спирт, авиационен бензин и други органични течности. Водните му разтвори са синьо оцветени и имат кисел характер, дължащ се на хидролиза.
Познати са всички халогениди на Cu(II). Устойчивостта им намалява, от флуорид към йодид, a CuI2 се разлага още при стайна температура до CuI:
{\displaystyle {\ce {2CuSO4 + 4 KI -> 2CuI + I2 + 2K2SO4}}}
Познати са и по-низши кристалохидрати на CuSO4, които се получават при последователно дехидратиране:
{\displaystyle {\ce {CuSO4.5H2O->[{\text{90 °С}}][{\ce {-2H2O}}]CuSO4.3H2O->[{\text{100 °С}}][{\ce {-2H2O}}]CuSO4.H2O->[{\text{250 °С}}][{\ce {-H2O}}]CuSO4->[{\text{650 °С}}]Cu{}+SO2{}+O2}}}

#### Меден ацетат – [Cu(CH3COOH)2]
Представлява синьо-зелен прах. С водата хидролизира до малко разтворими основни медни ацетати със зелен цвят. Такива соли се получават и при вкисването на храната в медни или месингови съдове. Съединението арсенит (парижка зеленина) – Cu(CH3COOH)2•Cu3(AsO3)2 е двойна сол и се използва против вредителите по растенията, но е отровен за животните.
Всички медни съединения са отровни. Като противоотрова се използва прясно мляко или яйчен белтък.

## История
По византийско време металът бил известен под наименованието халкос. Медта е била много важен ресурс за римляни и византийци. Тя се свързвала с богинята Афродита и с планетата Венера в митологията и алхимията, което се дължало на сияещата красота, използването за направата на огледала в древни времена и връзката с Кипър (на английски: Cyprus, което звучи близко до латинското наименование на медта – Cuprum), което било свещено за богинята. В алхимията символът на медта бил като символът на планетата Венера.
Медта е била известна на едни от най-древните цивилизации и има история на повече от 10 000 години. Медно украшение, направено през 8700 г. пр.н.е, е било открито в днешен Северен Ирак. През 5000 г. пр.н.е. има признаци за топенето на мед и получаването ѝ чрез пречистване на CuCO3(OH)2 (малахит) или Cu3(CO3)2(OH)2 (азурит), докато най-ранните признаци за използването на злато датират от едва 4000 г. пр.н.е. Медни и бронзови артефакти са намерени в древните шумерски градове и са датирани от около 3000 г. пр.н.е, а съществуват и египетски артефакти от мед и от медни сплави със съдържание на калай от приблизително същата дата. В една от пирамидите е била намерена медна водопроводна система, която датира от преди 5000 години.
Египтяните открили, че като добавят малко количество калай към медта, я правят по-лесна за отливане, поради което бронзовите сплави били открити в Египет по същото време, по което е бил открит и самият метал. Използването на мед в древен Китай датира от около 2000 г. пр.н.е. През 1200 г. пр.н.е. вече се изработвали майсторски статуи и оръжия от бронз. Тези дати са повлияни от различните войни и завоевателни походи, тъй като медта е лесна за претопяване и повторна употреба. В Европа „леденият човек“ Йоци (Ötzi the Iceman) – мъж, чиято добре запазена от ледниците в австро-италианските Алпи мумия датира от около 3200 г. пр.н.е, е бил намерен с брадва, направена от мед с чистота 99,7 %. Количеството арсен (As-33), намерено в косата му, предполага, че той се е занимавал с топене на мед. Месингът, сплав на мед с цинк, е бил известен на византийците, но още преди тях е широко употребяван и от римляните.
Използването на бронз било толкова широко разпространено в определен период от развитието на човешката цивилизация, че този период бил наречен Бронзова епоха. В някои райони периодът между Неолита и Бронзовата епоха е наречен халколит и за него е характерна употребата на медни сечива с голяма чистота на медта, наред с каменните сечива.

## Приложение
Медта е ковка и намира приложение в:
- кабели за електропреносната и електроразпределителната мрежа;
- водопроводната мрежа;
- изработка на дръжки на врати и други домашни предмети;
- скулптурата и направата на статуи (Статуята на Свободата съдържа 81,3 тона мед);
- материалите за покрив, канавките, улеите и др.;
- електромагнитите;
- електричните машини, най-вече електрически двигатели и генератори;
- парните двигатели;
- електрически релета, ел. превключватели и автобусните врати;
- електронни лампи, електронно-лъчеви тръби и магнетроните в микровълновите печки;
- вълноводни структури, които насочват свръхвисокочестотни радиовълни;
- в интегралните схеми, замествайки алуминия заради по-добрата си проводимост;
- в сплав с никела, примерно купроникел и монел, се използва в корабостроенето поради високата издръжливост на корозия;
- като съставна част на монетите, най-често във вид на купроникел (например американските 5-центови монети са с 3,5%-ово съдържание на мед; центовете (1/100 от долара) са с 4,5 %-ово съдържание на мед; 10-центовите монети са с 5,5 %-ово съдържание на мед и 25-центовите монети са с 3,8 %-ово съдържание на мед;
- направата на предмети като тигани за пържене, ножове, лъжици, вилици;
- използва се в болниците и по корпусите на корабите, а също и в климатиците, понеже бактериите не се развиват върху повърхности направени от мед;
- меден сулфат (CuSO4) се използва в басейните и в градинарството, под формата на син камък, за защита от плесен и гъбички;
- използва се в производството на компютри, като част от охлаждащите радиатори поради по-големия си капацитет за разсейване на топлина в сравнение с алуминия.

Медта има много на брой сплави – бронзът е медно-калаена сплав, а месингът е сплав от мед и цинк. Монелът (създаден от Робърт Кругс Стенли през 1901) е медно-никелова сплав, наричан още купроникел. Използва се за направата на буталата на цилиндрите в двигателите с вътрешно горене. Освен за медно-калаени сплави думата „бронз“ се използва и за наименование на всякакви медни сплави, примерно алуминиев бронз, силициев бронз и манганов бронз.

## Добив
Всички медни руди съдържат голямо количество пирит, което усложнява процеса на получаване на медта. Най-напред рудите се подлагат на флотация за обогатяване на медното съдържание на разтвора до около 20%. Концентратът се подлага на окислително пържене и отделеният SO2 се използва за производство на сярна киселина. При 1400 °C, в присъствие на SiO2, FeS се окислява до FeO, който със SiO2 дава нискотопимия FeSiO3. Той се отделя, след което в останалата смес от медни руди и пирит допълнително се прибавя SiO2 и се продухва с въздух. При контролирано окисление част от Cu2S се превръща в Cu2O, който реагира с Cu2S, което води до получаването на мед:
{\displaystyle {\ce {2Cu2S + 3O2 -> 2Cu2O + 2SO2 ^}}}
{\displaystyle {\ce {2Cu2O + CuS -> 6Cu + SO2 ^}}}.
Желязото отново се свързва като железен силикат.
Така получената мед е онечистена и се нарича черна мед. Тя се почиства чрез електролиза на разтвор от CuSO4. Анодът е направен от черна мед, а катодът – от чиста мед. Поради по-ниския окислително-редукционен потенциал на медта спрямо този на OH- или SO42- на анода се отделят медни йони, оставащи в равновесие със сулфатните йони в разтвора. Примесите от елементите, разположени преди медта в реда на стандартните потенциали, минават също в разтвора, но не се отлагат на катода, поради по-високия си окислително-редукционен потенциал. Примесите на елементи, които се намират след медта в реда на стандартните окислително-редукционни потенциали не се разтварят. Те падат на дъното на ваната като анодна тиня, от която по-нататък могат да бъдат извлечени платинови или други метали.

### В България
В България има медни находища в Етрополе, Панагюрско, Бургаско и Врачанско.
Медните руди са с голямо значение за развитието на българската цветна металургия. Те имат ниско метално съдържание (около 0,5% до 2%). Основните им находища се намират в Стара планина – „Елаците“, до Етрополе, „Челопеч“ до село Челопеч, мина „Плакалница“ (Врачанско) и в Чипровци; в Средногорието – „Медет“, „Асарел“, мина „Радка“, находище „Цар Асен“. По-малки количества медна руда се добиват в Бургаско – Росен, Върли бряг, Медни рид, Малко Търново. Основната част от медната руда и концентрат са в радиус от 30 км около Златица и Пирдоп. В този ареал се добиват годишно повече от 25 млн. тона рудна маса. В „Асарел“ и „Елаците“ годишно се произвеждат около 240 000 тона меден концентрат. В „Медет“ през 1959 година за пръв път в света се внедрява икономически ефективна технология на добив и обогатяване на медни руди с много ниско съдържание на мед – под 0,5%, по-късно усъвършенствувана в „Елаците“. До 1991 г. в Челопеч се добиват около 150 000 тона медно-пиритен концентрат с високо съдържание на злато, сребро и други елементи, но поради високото съдържание на арсен и ниското метално съдържание (3 – 4%) добивът на руда и производството на концентрат временно са спрени. По-късно предприятието е продадено на чужди компании и добивът на руда и производството на меден концентрат са възобновени. Най-големият преработвателен завод за мед в България е Медодобивния комбинат (МДК) „Георги Дамянов“ между Златица и Пирдоп. Чрез създадена в МДК оригинална българска технология на електролиза на анодната мед (полуфабрикат от металургичното производство) е постигнато най-високото в света качество на електролитна мед. В МДК са се произвеждали и основните количества злато и сребро. След 1991 година комбината е продаден на белгийската компания „Юнион Миниер“ а сега, 2011 година, с името Аурубис България е дъщерна фирма на германска компания.
Останалите обогатителни фабрики в страната са малки – общо около 30 000 тона меден концентрат годишно се произвежда в тях.
В България са изградени следните флотационни фабрики:
1. Кърджали, Рудозем, Мадан, Лъки, Устрем, Маджарово, Гюешево – главно за олово и цинк;
2. Елисейна, Челопеч, Елаците, Асарел-Медет, Елшица, Росен – главно за мед.

## Биологична роля
Медта е съществена за всички висши растения и животни. Тя се пренася от кръвта чрез плазмен протеин наречен церулоплазмин. Когато медта се резорбира от храносмилателната система, тя се пренася до черния дроб.
Медта се среща в голям брой ензими, включително в медните центрове (CuA, CuB) на цитохромин ‘c’ (це) и на още един ензим, съдържащ мед и цинк. В допълнение към функциите на медта в ензимите тя се използва и за биологичния пренос на електрони. Сините медни протеини, които участват в електронния пренос, включват азурин и пластоцианин. Наименованието „синя мед“ идва от техния наситен син цвят.
При човека медта се съдържа в костите, зъбите и черния дроб.
В кръвта на някои нисши мекотели вместо желязо се съдържа мед. Повечето мекотели и паякообразни, като подковният рак (който има по-близка връзка с паяците и скорпионите, отколкото с ракообразните), използват по-скоро мед-съдържащият пигмент хемоцианин, отколкото съдържащият желязо хемоглобин, за пренос на кислород, оттам и синият цвят на кръвта им при окисляване вместо червен.
Предполага се, че цинкът и медта си съперничат по резорбиране от храносмилателния тракт, така че диета, която изключва единия от тези минерали може да доведе до недостиг на другия. Нормалното количество на мед, което трябва да приема възрастен човек на ден е около 0,9 милиграма.

## Допълнения
- В много страни по света има промишлени инсталации за биологично получаване на мед. Бактерии, които се хранят със серни съединения на медта, окисляват неразтворимите във вода медни сулфиди и ги превръщат в разтворими съединения, от чиито разтвори медта се извлича много лесно.
- Слабите органични киселини, които се съдържат в храната, в присъствие на атмосферния кислород реагират с медта и образуват отровни съединения. Ето защо медните съдове се калайдисват.
- Медта катализира химичните процеси в клетките на живия организъм. При нарушаване обмяната на медта, в организма настъпва израждане на черния дроб и нарушаване на някои мозъчни центрове (Уилсънова болест).
- Преди много години лозарите от френския град Бордо напръскали лозята с разтвор на син камък и гасена вар Ca(OH)2, за да запазят гроздето от крадци. Случило се нещо неочаквано – лозите се спасили от заболяването „мана“. „Разтворът на Бордо“ – бордолезовият разтвор станал известен на цяла Франция, а впоследствие и на целия свят.
- От всички живи организми, най-много мед се съдържа в кръвта на мекотелите (охлюви, миди, октоподи и др.)
- Думата „бронз“ произлиза от името на италианското пристанище Бриндизи, което се славело с изделията от бронз. Под понятието бронз вече се разбират сплави на медта с различни метали.
- Благодарение на патината (благородната ръжда) са се съхранили много стари медни предмети, които са запазени и до днес. Нейната химична формула е Cu(OH)2·CuCO3
- Медта има антибактериални свойства.[2]